# LZ 54

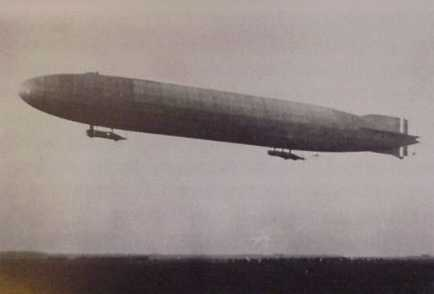
LZ 54 (L 19)

L 19 (podle továrního značení LZ 54) byla německá námořní ztužená vzducholoď, známá především tím, že její posádku po sestřelení odmítla zachránit okolo plující britská loď.
Vzducholoď se poprvé vznesla 27. listopadu 1915. 31. ledna 1916 provedla nálet na Anglii. Svrhla 1 600 kg bomb, ale byla poškozena střelbou. S jediným fungujícím motorem ze 4 se vracela na základnu.

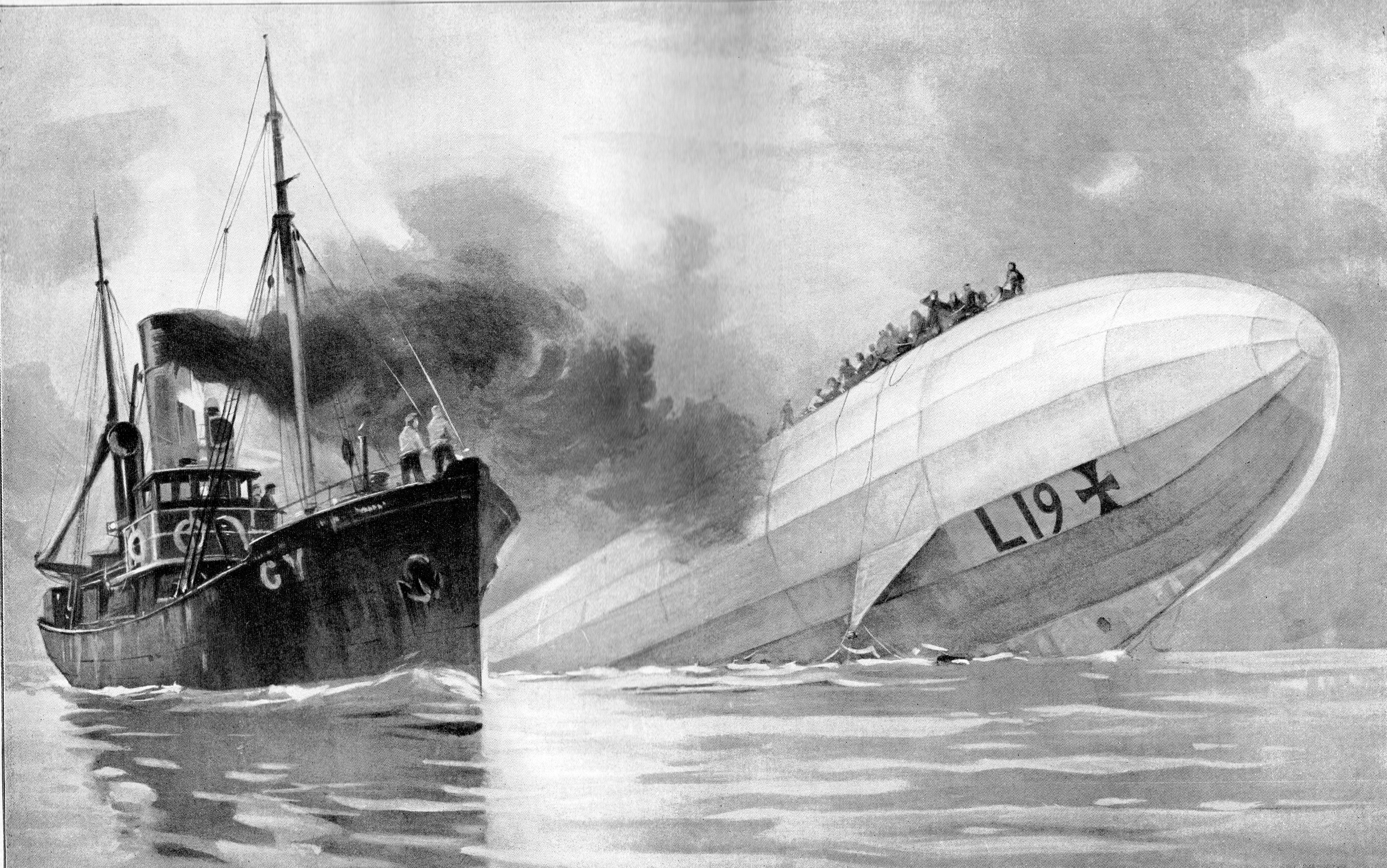
Der Untergang des deutschen Marineluftschiffes L 19 am 2. Februar 1916 in der Nordsee

2. února se těžce poškozena zřítila do Severního moře nedaleko Dánska. Kapitán William Martin, velící kolem proplouvající anglické lodi „King Stephen“ odmítl trosečníkům jakkoliv pomoci. Až do potopení vraku vzducholodi psal její kapitán Otto Loewe zprávy o této události do lahví. Jedna z těchto lahví byla nalezena brzy po katastrofě, další se našla až v roce 1966. Několik měsíců po smrti posádky byl náhodou zajat kapitán Fergusson Němci. Ti jej na základě nalezené zprávy za neposkytnutí pomoci popravili.

## Technické parametry
- Objem: 31 900 m³
- Délka: 163,5 m
- Průměr: 18,7 m
- Motory: 4 × 240 PS
- Dostup: 3900 m
- Rychlost: 98 km/h
- Užitečné zatížení: 16200 kg